# Даниельссон, Бенгт
Бенгт Э́ммерик Дание́льссон (швед. Bengt Emmerik Danielsson; 6 июля 1921, Крукек, Швеция — 4 июля 1997, Стокгольм) — шведский этнограф и путешественник, директор Шведского национального музея этнографии (1967—1971), участник экспедиции на плоту «Кон-Тики».

## Биография
Родился 6 июля 1921 года в городке Крукек, в коммунe Норрчёпинг, Швеция. В 1942 году окончил среднюю школу. Пройдя военную службу, поступил в Уппсальский университет, где изучал философию и социологию. В 1945 году получил степень бакалавра. В летние месяцы подрабатывал репортёром в газете «Эстерйотландс Дагблат».
В 1946 году Даниельссон принял участие в финско-шведской научной экспедиции по изучению жизни индейцев бассейна Амазонки. Поднявшись на каноэ вверх по рекам, весной 1947 года он прибыл в Перу. В Лиме Даниельссон узнал о подготовке Туром Хейердалом экспедиции в Полинезию через Тихий океан. Заинтересовавшись теорией переселения, Бенгт познакомился с Хейердалом и получил его согласие на участие в плавании, став шестым и последним членом экипажа, при этом единственным иностранцем среди норвежцев. Экспедиция Тура Хейердала на плоту «Кон-Тики» из Южной Америки в Полинезию состоялась в апреле — августе 1947 года.
В 1948 году он женился в Лиме на француженке Марии-Терезе, и после свадьбы они поселились сначала на Рароиа (1949—1952), а затем, в 1953 году, на Таити. Их дочь Маруиа (1952—1972) умерла от рака.
В 1955 году получил степень доктора по антропологии в Уппсальском yнивepситетe за свою работу «Work and Life on Raroia».
В 1961—1967 годах был почётным консулом Швеции во Французской Полинезии. С 1967 по 1971 год занимал должность директора Шведского национального этнографического музея.
Б. Даниельссон является автором множества работ о Полинезии, включая шеститомное издание по истории островов, и популярных книг, многие из которых переведены на различные языки. Помимо своей научной деятельности, Даниельссон выступал как противник французских ядерных испытаний в Полинезии на атоллах Муруроа и Фангатауфа, за что в 1991 году они с женой были удостоены премии «За правильный образ жизни».
Бенгт Даниельссон скончался 4 июля 1997 года за два дня до своего 76-летия. Похоронен в городе Мьёльбю.